# Dystrykt Mpika
Dystrykt Mpika – dystrykt w północno-wschodniej Zambii w Prowincji Północnej. W 2000 roku liczył 146 196 mieszkańców (z czego 50,04% stanowili mężczyźni) i obejmował 30 027 gospodarstw domowych. Siedzibą administracyjną dystryktu jest Mpika.